# Obizzo da Polenta
Obizzo da Polenta (né à Ravenne et mort le 30 janvier 1431), est un seigneur italien de la première moitié du XVe siècle.

## Biographie
En 1389, Obizzo et ses frères emprisonnent puis tuent leur père Guido III da Polenta. Par la suite, tous ses frères sont successivement morts, probablement assassinés par Obizzo. Ainsi, quand Aldobrandino meurt en 1406, Obizzo prend en main la seigneurie de Ravenne.
En 1404, Obizzo signe un traité avec la puissante république de Venise qui s'engage à l'aider contre la Maison d'Este de Ferrare en échange de son aide dans la guerre contre les Carraresi. Obizzo est fait prisonnier pendant la dernière campagne et libéré contre une rançon de 8 000 ducats.
En 1406, Obizzo demande à la république de Venise d'envoyer un podestat à Ravenne pour protéger sa personne et ses enfants. En échange, les terres de Ravenne reviennent à Venise dans le cas de la mort sans enfant d'un De Polenta.
Ostasio meurt en 1431, son fils Ostasio III lui succède sous la régence vénitienne.
Toutefois, par la suite Ostasio III dénonce l'alliance avec Venise qui l'évince du pouvoir et annexe Ravenne.

## Sources
- (en) Cet article est partiellement ou en totalité issu de l’article de Wikipédia en anglais intitulé « Obizzo da Polenta » (voir la liste des auteurs).